# Kirche Lichtenhagen

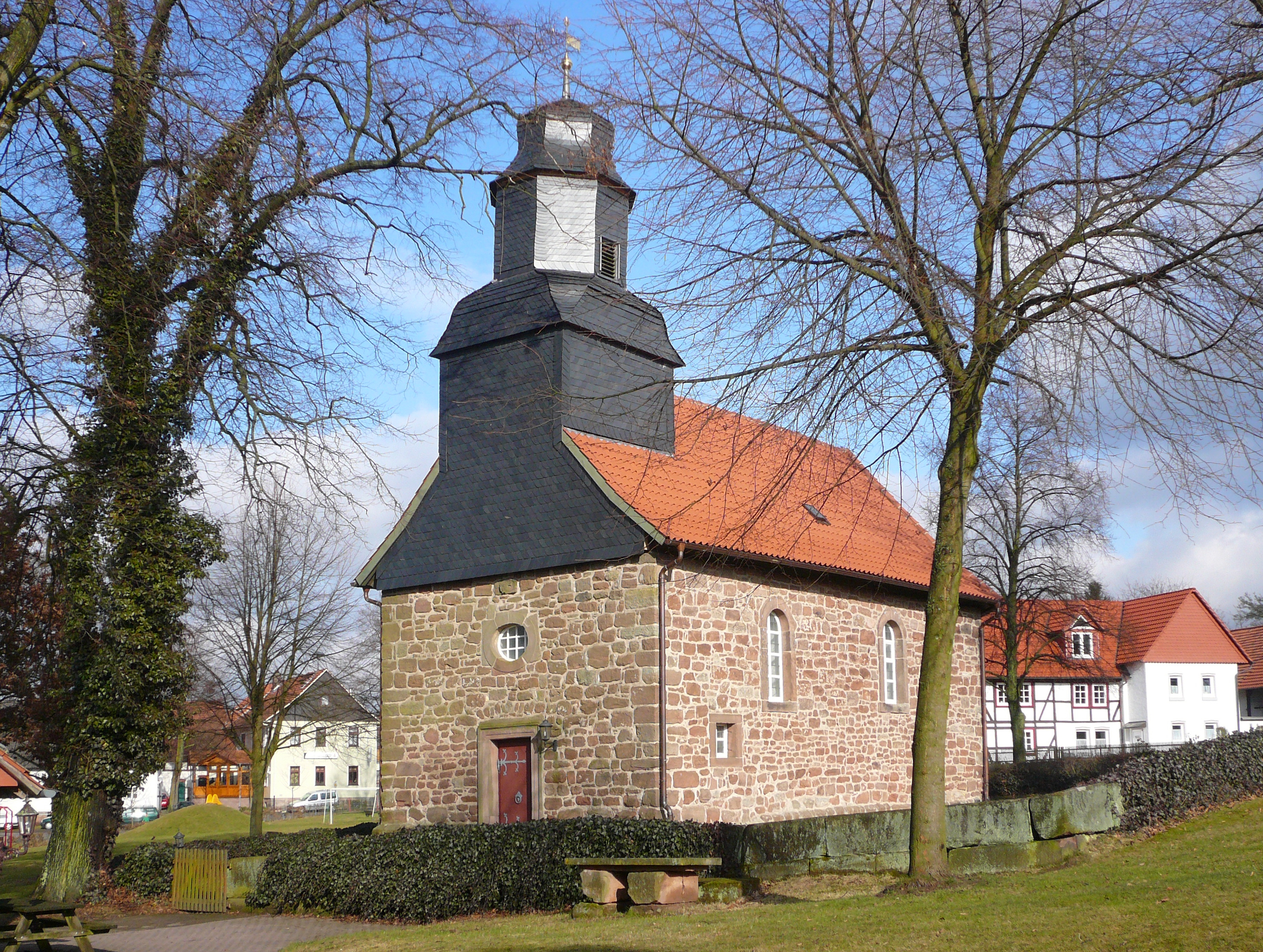
Kirche Lichtenhagen

Die evangelisch-lutherische denkmalgeschützte Kirche Lichtenhagen steht im Ortsteil Lichtenhagen der Gemeinde Friedland im Landkreis Göttingen von Niedersachsen. Die Kirchengemeinde gehört zum Kirchenkreis Göttingen im Sprengel Hildesheim-Göttingen der Evangelisch-lutherischen Landeskirche Hannovers.

## Beschreibung
Die heutige Saalkirche aus Bruchsteinen steht auf den Grundmauern eines mittelalterlichen Vorgängerbaus. Die Kirche wurde im frühen 18. Jahrhundert umgebaut. Das Kirchenschiff ist mit Ecksteinen versehen. Der Chor im Osten hat einen dreiseitigen Abschluss. Aus dem Satteldach erhebt sich im Westen ein schiefergedeckter Dachturm, dessen Haube sich in einer Laterne fortsetzt. Im westlichen Giebel befindet sich das Portal, darüber ist ein Ochsenauge.
Zur Kirchenausstattung gehört ein rundes Taufbecken von 1623, das auf einem mehrseitigen Postament steht und einen runden Schaft hat. Auf drei Seiten sind Köpfe von Engeln in einem Relief dargestellt. Ferner gehört ein Paar Leuchter aus Messing dazu.